# 小甸镇
小甸镇，是中华人民共和国安徽省六安市寿县下辖的一个乡镇级行政单位。

## 行政区划
小甸镇下辖以下地区：
小甸街道社区、双湾村、大井村、筑城村、古楼村、马集村、鲁城村、李山村、吕圩村、姚郢村、杨圩村、唐店村、邵店村、田铺村、贾庄村和魏庙村。